# Алгебра Витта
Алгебра Витта — алгебра Ли мероморфных векторных полей на сфере Римана, голоморфных всюду, кроме двух выделенных точек. Её также можно рассматривать как комплексификацию алгебры Ли полиномиальных векторных полей на окружности или как алгебру Ли дифференцирований кольца {\displaystyle \mathbb {C} [z,z^{-1}]}.
Комплексная алгебра Витта впервые была определена Картаном (1909), а её аналоги над конечными полями были изучены Виттом в 1930-х годах.
Базис алгебры Витта можно задать в виде набора векторных полей {\displaystyle L_{n}=-z^{n+1}{\frac {\partial }{\partial z}}}, где {\displaystyle n\in \mathbb {Z} }. Скобка Ли при этом имеет вид:
{\displaystyle [L_{m},L_{n}]=(m-n)L_{m+n}}.
Алгебра Витта имеет центральное расширение, называемое алгеброй Вирасоро, играющее важную роль в двумерной конформной теории поля и теории струн.
{\displaystyle \{L_{-1},L_{0},L_{1}\}} образует подалгебру, изоморфную (над {\displaystyle \mathbb {C} }) алгебре {\displaystyle \mathrm {sl} (2,\mathbb {C} )} группы Лоренца SL(2,C).